# 부산 해운대 7중 추돌사고
부산 해운대 7중 추돌사고는 부산광역시 해운대구 중동역 인근 교차로에서 포르쉐 SUV차량이 1차 추돌사고(오토바이와 승용차) 추돌 후 도주하다가  받고 맞은편 신호대기중이던 버스와 승용차 4대를 부딪친 뒤 전복된 사고이다.

## 사고 원인
사고의 발단은 7중 충돌사고 낸 운전자가 사고 전에 대마초를 흡입하고 운전했다는 사실을 경찰 조사 과정에서 시인하였다.

## 사고 관련
사고를 낸 운전자가 사고 직후에 블랙박스를 빼돌려 증거인멸 하려는 정황이 포착되었다.
경찰은 7중 사고를 낸 운전자의 차 안의 발견된 가방 5개에서 60여개의 통장과 부동산 관련 서류 등을 발견되었다. 대포통장과 관련이 있는지도 수사중이다.

## 수사 경과
2020년 9월 18일 7중 충돌사고 낸 운전자가 구속되었다.
2020년 10월 13일 운전자는 특정범죄가중처벌 등에 관한 법률 위반으로 구속되었고 동승자는 불구속이 되었다.

## 같이 보기
- 부산 해운대 7중 추돌사고 (2016년)